# Itvaya
Itvaya est un village situé dans le district de Somnath Gir dans l’État du Gujarat, en Inde.